# Roybon
Roybon ist eine französische Gemeinde im Département Isère in der Region Auvergne-Rhône-Alpes. Roybon liegt etwa 40 km westlich von Grenoble in den Voralpen, am Oberlauf des Flusses Galaure. Hier entspringt auch sein Zufluss Galaveyson.
Der Ort hat 1.103 Einwohner (Stand 1. Januar 2022), seine Fläche erstreckt sich auf 67 km². Seit 2001 amtiert M. Marcel Bachasson als Bürgermeister. Seine Amtszeit endete 2014. Aktueller Bürgermeister (2023) ist Serge Perraud.

## Geschichte

### Internierungslager für Kommunisten und Gewerkschafter
In Roybon befand sich eines der drei im Isère eingerichteten Internierungslager für Kommunisten und Gewerkschafter. Das Lager wurde im Februar 1940 in einer stillgelegten Weberei eröffnet und gegen das Jahresende 1940 geschlossen. Teile der Internierten wurden in das Fort de Barraux überstellt.

## Bevölkerungsentwicklung
| Jahr                       | 1962 | 1968 | 1975 | 1982 | 1990 | 1999 | 2011 | 2017 |
| Einwohner                  | 1305 | 1487 | 1274 | 1220 | 1269 | 1231 | 1296 | 1157 |
| Quellen: Cassini und INSEE |      |      |      |      |      |      |      |      |

## Sehenswürdigkeiten
- Die Kirche St-Jean-Baptiste wurde im 19. Jahrhundert im neoromanischen Stil aus Ziegelsteinen erbaut.
- In Roybon befinden sich seit 1906 eine drei Meter hohe originalgetreue Kopie der Freiheitsstatue von New York.
- Kloster Chambarand.

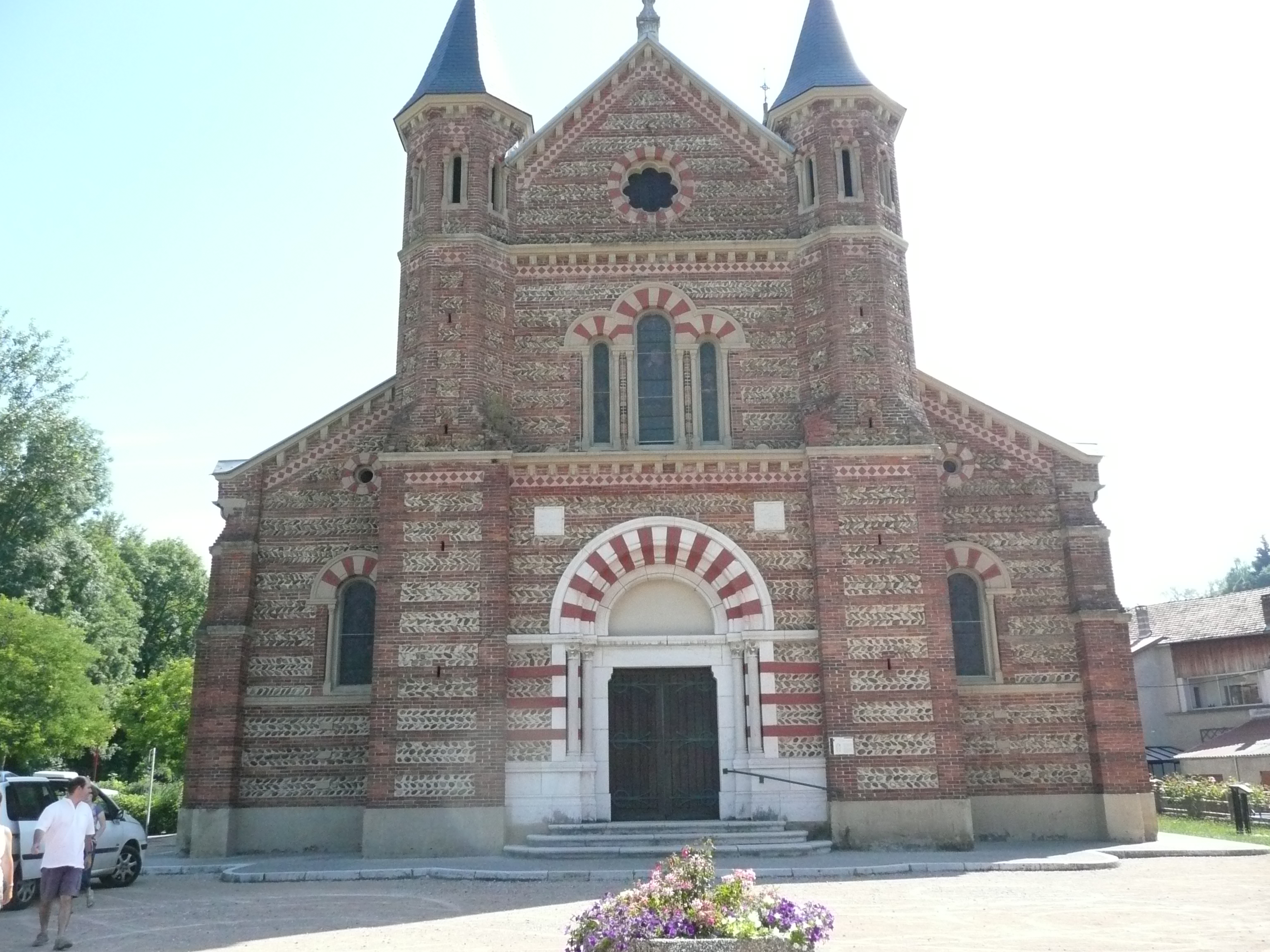
Kirche Saint-Jean-Baptiste in Roybon
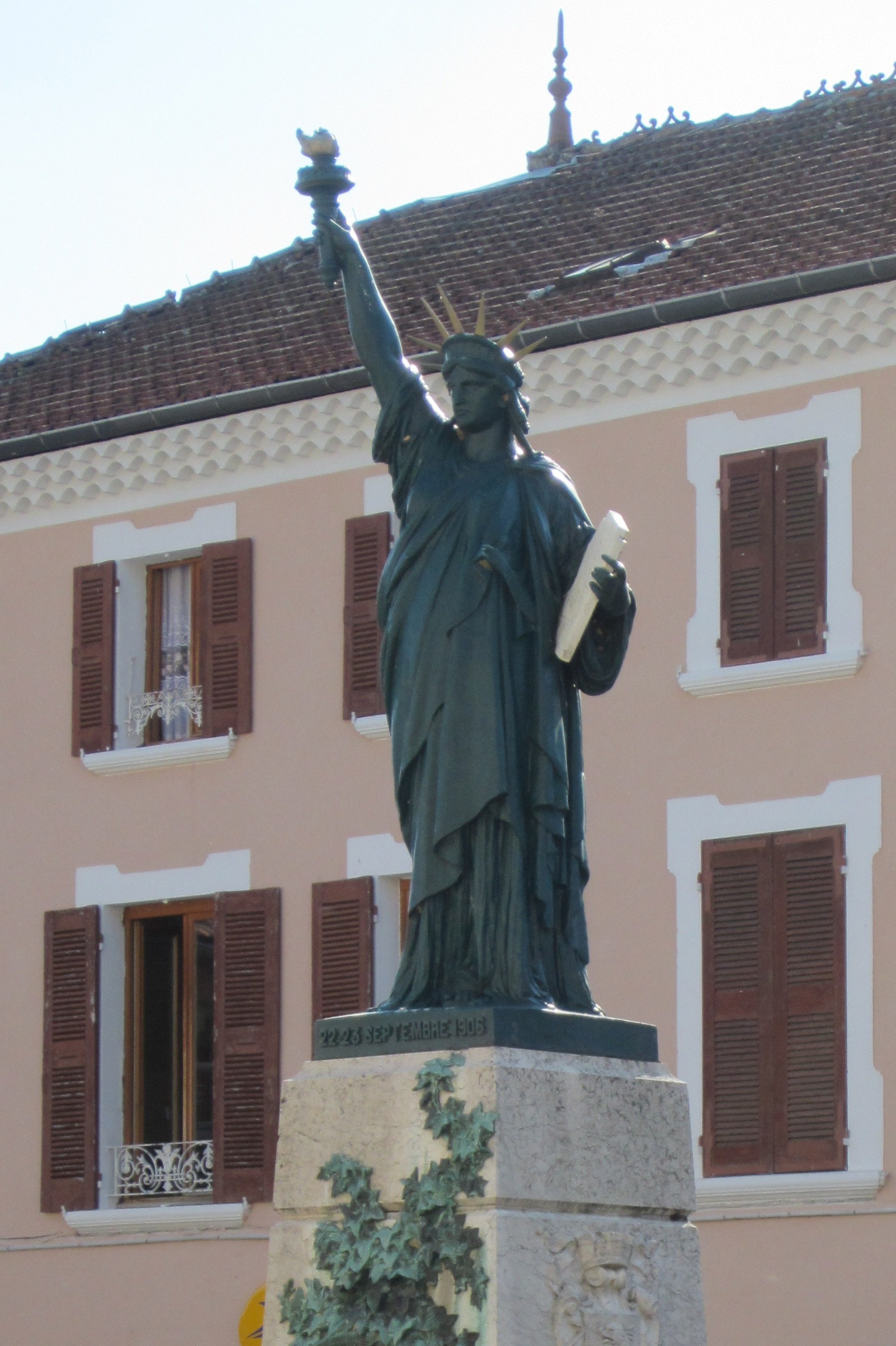
Die Freiheitsstatue von Roybon
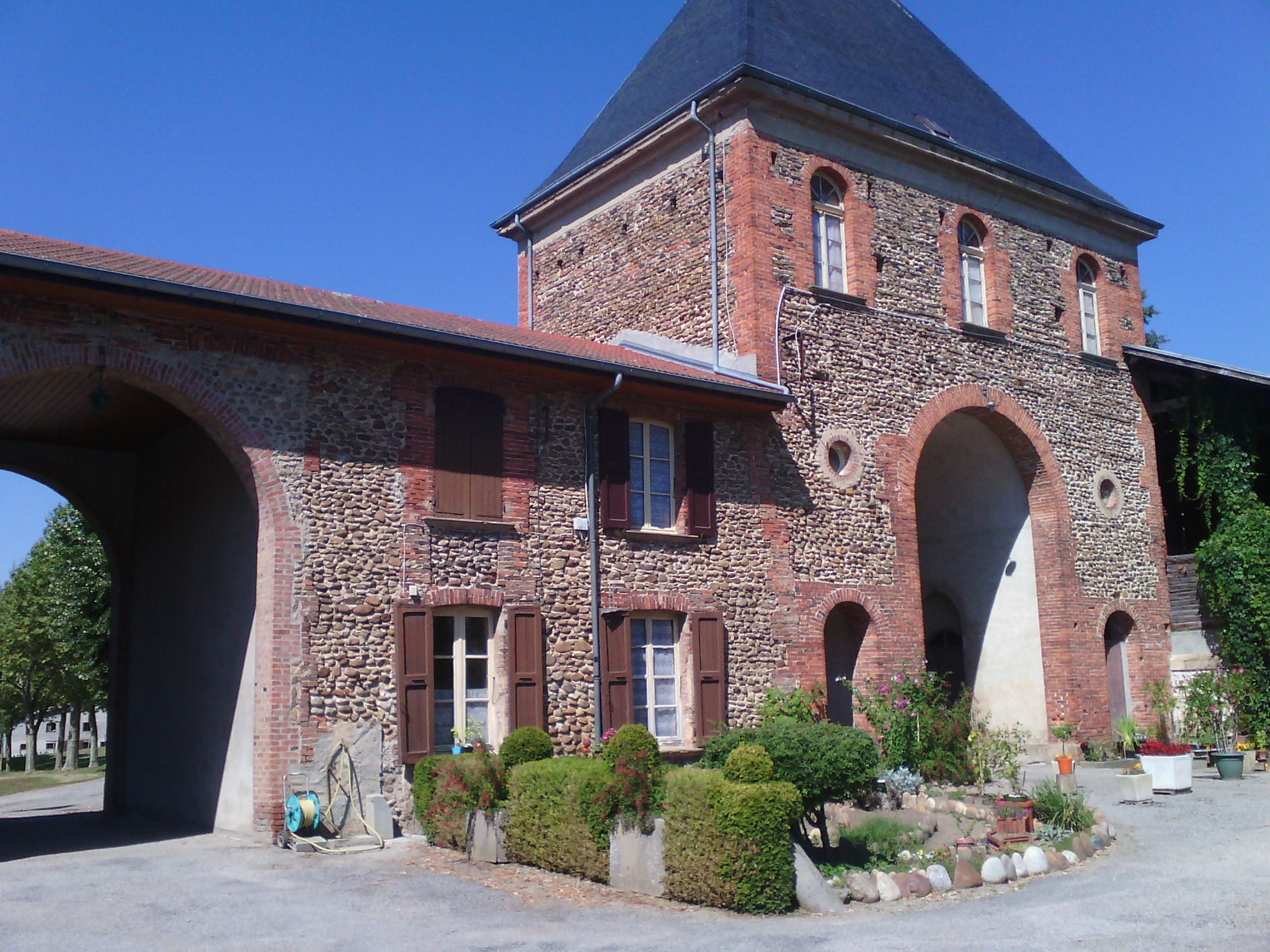
Portal des Klosters Chambarand